# William Dandjinou
William Dandjinou (* 1. Oktober 2001 in Sherbrooke, Québec) ist ein kanadischer Shorttracker.

## Werdegang
Dandjinou begann im Alter von sechs Jahren mit dem Shorttrack und trat international erstmals bei den Juniorenweltmeisterschaften 2019 in Montreal in Erscheinung. wobei er den 20. Platz über 1500 m, den 17. Platz über 500 m und den achten Platz mit der Staffel errang. Zu Beginn der Saison 2019/20 startete er in Salt Lake City erstmals im Shorttrack-Weltcup und kam dort auf den 28. Platz über 500 m. Im weiteren Saisonverlauf lief er bei den Vier-Kontinente-Meisterschaften 2020 in Montreal auf den 12. Platz im Mehrkampf und bei den Juniorenweltmeisterschaften in Bormio auf den 34. Platz über 500 m, auf den 21. Rang über 1500 m, auf den 20. Platz über 1000 m sowie auf den neunten Platz mit der Staffel. Im folgenden Jahr wurde er bei den Weltmeisterschaften in Rotterdam Fünfter mit der Staffel. In der Saison 2022/23 holte er in Almaty mit der Staffel seinen ersten Weltcupsieg und erreichte mit drei Top-Zehn-Platzierungen den neunten Platz im Weltcup über 1500 m. Zudem wurde er in Dordrecht Zweiter mit der Mixed-Staffel und gewann bei den Vier-Kontinente-Meisterschaften 2023 in Salt Lake City die Bronzemedaille über 1000 m. In der Saison 2023/24 siegte er im Weltcup dreimal über 1500 m und zweimal mit der Staffel. Zudem kam er jeweils zweimal auf den zweiten sowie dritten Platz und erreichte damit den fünften Platz im Weltcup über 1000 m, den dritten Rang im Gesamtweltcup sowie den ersten Platz im Weltcup über 1500 m. Bei den Vier-Kontinente-Meisterschaften 2024 in Laval gewann er die Bronzemedaille mit der Staffel und die Goldmedaille über 1000 m. Beim Saisonhöhepunkt, den Shorttrack-Weltmeisterschaften 2024 in Rotterdam, wurde er Weltmeister über diese Distanz. Zudem lief er dort auf den 23. Platz über 1500 m, auf den 12. Rang mit der Staffel und auf den 11. Platz über 500 m.

## Persönliche Bestzeiten
| Distanz | Zeit         | Datum            | Ort       |
| ------- | ------------ | ---------------- | --------- |
| 500 m   | 40,829 s     | 15. März 2024    | Rotterdam |
| 1000 m  | 1:23,590 min | 20. Oktober 2023 | Montreal  |
| 1500 m  | 2:11,460 min | 10. Februar 2024 | Dresden   |

## Erfolge

### Weltmeisterschaften
- 2021 Rotterdam: 5. Platz Staffel
- 2024 Rotterdam: 1. Platz 1000 m, 11. Platz 500 m, 12. Platz Staffel, 23. Platz 1500 m
- 2025 Peking: 1. Platz 1500 m, 1. Platz Staffel, 1. Platz Mixed-Staffel, 2. Platz 1000 m, 10. Platz 500 m

### Vier-Kontinente-Meisterschaften
- 2020 Montreal: 8. Platz 1000 m, 9. Platz 500 m, 12. Platz Mehrkampf
- 2023 Salt Lake City: 3. Platz 1000 m, 4. Platz Staffel
- 2024 Laval: 1. Platz 1000 m, 2. Platz Staffel, 6. Platz 500 m, 7. Platz 1500 m

### Platzierungen im Weltcup

#### Weltcupsiege

##### Weltcupsiege im Einzel
| Nr. | Datum             | Ort      | Disziplin |
| --- | ----------------- | -------- | --------- |
| 1.  | 28. Oktober 2023  | Montreal | 1500 m    |
| 2.  | 17. Dezember 2023 | Seoul    | 1500 m    |
| 3.  | 10. Februar 2024  | Dresden  | 1500 m    |
| 4.  | 26. Oktober 2024  | Montreal | 500 m     |
| 5.  | 26. Oktober 2024  | Montreal | 1500 m    |
| 6.  | 2. November 2024  | Montreal | 1500 m    |
| 7.  | 3. November 2024  | Montreal | 1000 m    |
| 8.  | 14. Dezember 2024 | Seoul    | 1500 m    |
| 9.  | 15. Dezember 2024 | Seoul    | 1000 m    |
| 10. | 8. Februar 2025   | Tilburg  | 1500 m    |
| 11. | 15. Februar 2025  | Mailand  | 1000 m    |

##### Weltcupsiege im Team
| Nr. | Datum             | Ort        |
| --- | ----------------- | ---------- |
| 1.  | 18. Dezember 2022 | Almaty 1   |
| 2.  | 22. Oktober 2023  | Montreal 2 |
| 3.  | 10. Dezember 2023 | Peking 2   |
| 4.  | 27. Oktober 2024  | Montreal 3 |
| 5.  | 3. November 2024  | Montreal 3 |

#### Weltcup-Gesamtplatzierungen
| Saison  | Gesamt | Gesamt | 500 m  | 500 m | 1000 m | 1000 m | 1500 m | 1500 m |
| Saison  | Punkte | Platz  | Punkte | Platz | Punkte | Platz  | Punkte | Platz  |
| ------- | ------ | ------ | ------ | ----- | ------ | ------ | ------ | ------ |
| 2019/20 | –      | –      | 24     | 83.   | 890    | 46.    | 48     | 74.    |
| 2021/22 | –      | –      | –      | –     | –      | –      | 1      | 102.   |
| 2022/23 | 192    | 33.    | 18     | 40.   | 4      | 65.    | 170    | 9.     |
| 2023/24 | 784    | 3.     | –      | –     | 284    | 5.     | 500    | 1.     |
| 2024/25 | 1.184  | 1.     | 312    | 2.    | 380    | 1.     | 480    | 1.     |